# L'Histoire vécue
L'Histoire vécue est une collection créée par les Éditions Rouff en 1936.

## Liste des titres
- 1 Le Grenadier d'Austerlitz par Jean Creteuil
- 2 Une aventure de d'Artagnan par Emile Pagès
- 3 le Volontaire de Valmy par Léonce Prache
- 4 Jean Bart le Corsaire par Delphi Fabrice
- 5 le Guide de Bonaparte par Félix Celval
- 6 Le Mousse de Christophe Colomb par Jorge El Macho
- 7 Le Serment des trois Vendéens par Edmond Romazières
- 8 Une conspiration sous Louis XIII par Léon Tessé
- 9 L'Ennemi de Jeanne d'Arc par Michel Nour
- 10 Le Petit Canonnier du siège de Toulon par Max Danset
- 11 Tirez les premiers, Messieurs les Anglais par Paul Darcy
- 12 Le Jeune Héros de La Rochelle par Félix Celval
- 13 Le Lion des Pyramides par Georges Le Hunier
- 14 Une victoire de Surcouf par Robert Lortac
- 15 La Cocarde noire de Charlotte Corday par Albert Bonneau
- 16 La Reine de la Fronde par Delphi Fabrice
- 17 Gaspard Lancien au siège de Gênes par Jean Creteuil
- 18 La Prise des Tuileries par Léon Tessé
- 19 L'Héroïne de Beauvais par Paul Darcy
- 20 Les Grenadiers de la 32e demi-brigade par Max Danset
- 21 Le Dernier Jour du duc de Guise par Emile Pagès
- 22 Les Quatre Sergents de La Rochelle par Jacques Faure
- 23 Robespierre l'incorruptible par Camille Mautan
- 24 Le Trompette d'Iéna par Félix Celval
- 25 Le Chevalier sans peur et sans reproche par Henri de Noupasle
- 26 Bara, l'enfant héroïque par Léon Tessé
- 27 Le Radeau de la ″Méduse″ par Paul Darcy
- 28 La Machine infernale par Robert Lortac
- 29 La Patrie en danger par Max Danset
- 30 Le Postillon de Varennes par Albert Bonneau
- 31 Ceux d'Essling et de Wagram par Jean Creteuil
- 32 L'Équipée de la duchesse de Berry par Thérèse Casevitz
- 33 La Tour d'Auvergne, premier grenadier de France par Michel Nour
- 34 Le Sergent Bobillot par Robert Lortac
- 35 L'Enfant du Pont de Lodi par Léon Tessé
- 36 Les Duels de Bussy d'Amboise par J. Ossip
- 37 Le Pontonnier de la Bérézina par Emile Pagès
- 38 A l'assaut de la Bastille par Robert Pedro
- 39 L'Archer du Dauphin par Jean Creteuil, 1937
- 40 Le Chevalier d'Assas par Léonce Prache
- 41 L'Oubliette de l'hôtel Saint-Luc par André Bernard
- 42 Le ″Vengeur″ par Delphi Fabrice
- 43 La Prise d'Alger par Max Danset
- 44 L'Héroïque Dévouement des bourgeois de Calais par Paul Darcy
- 45 La Conspiration Malet par Robert Pedro
- 46 Captif dans une cage de fer par Michel Nour
- 47 Cartouche, le bandit fantôme par Jacques Faure
- 48 La Pupille de Dugesclin par Félix Celval
- 49 La Mort des Girondins par Pierre Croidys, 1937
- 50 Un épisode de la révolte des Jacques par Paul Darcy
- 51 Damiens le régicide par Michel Nour, 1937
- 52 L' amazone de Béhanzin par Robert Lortac, 1937
- 53 Le patriote de Mayence par Emile Pagès
- 54 La Fayette, héros de la liberté par Georges Steff, 1937
- 55
- 56 L' héroïque Marceau par Paul Dancray, 1937
- 57 Le tournoi tragique par Michel Nour, 1937
- 58 Pour sauver le Duc d' Enghien par Raoul Paupy, 1937
- 59 Le héros de Fachoda par Jo Valle, 1937
- 60 La justice du Roi par Paul Darcy, 1937
- 61 Les éclaireurs de Montcalm par Félix Celval, 1937
- 62 La berline de Charles X par Emile Pagès, 1937
- 63 Un célèbre contrebandier par Rodolphe Bringer, 1938
- 64 Une aventure du Roi de Rome par Pierre Antigny, 1938
- 65 Le masque de fer par Paul Dancray, 1938